# Helena (Alabama)
Pour les articles homonymes, voir Helena.
Helena est une ville des comtés de Shelby et de Jefferson, dans l'État de l'Alabama, aux États-Unis.

## Démographie
| 1920 | 1930 | 1940 | 1950 | 1960 | 1970  | 1980  | 1990  |
| ---- | ---- | ---- | ---- | ---- | ----- | ----- | ----- |
| 808  | 549  | 667  | 421  | 523  | 1 110 | 2 130 | 3 918 |

| 2000   | 2010   | - | - | - | - | - | - |
| ------ | ------ | - | - | - | - | - | - |
| 10 296 | 16 793 | - | - | - | - | - | - |

## Source
- (en) Cet article est partiellement ou en totalité issu de l’article de Wikipédia en anglais intitulé « Helena, Alabama » (voir la liste des auteurs).